# Myxoproteus impar
Myxoproteus impar is een microscopische parasiet uit de familie Sinuolineidae. Myxoproteus impar werd in 2003 beschreven door Zhao & Song. 